# Liste von Fußballnationalspielern der Amerikanischen Jungferninseln
Die Liste von Fußballnationalspielern der Amerikanischen Jungferninseln gibt einen Überblick über Spieler, die mindestens ein A-Länderspiel für die Fußballnationalmannschaft der Amerikanischen Jungferninseln bestritten haben und zu denen ein Artikel in der deutschsprachigen Wikipedia existiert.

## Spielerliste
Stand: 15. August 2022
| Spieler           | Spiele | Tore | Position   | von   | bis  |
| ----------------- | ------ | ---- | ---------- | ----- | ---- |
| Dennis, Aaron     | 7      | 1    | Sturm      | 2018– |      |
| Kendall, Konner   | 4      | 0    | Mittelfeld | 2018– |      |
| Ramos, Joshua     | 7      | 0    | Abwehr     | 2019– |      |
| Sheppard, Kevin   | 2      | 2    | Sturm      | 2002  | 2002 |
| Taylor, MacDonald | 4      | 0    | Abwehr     | 2000  | 2004 |